# Centraal-Europees wild zwijn
Het Centraal-Europees wild zwijn (Sus scrofa scrofa) is een ondersoort van het wild zwijn, die voorkomt op bijna het gehele vasteland van Europa, met uitzondering van een aantal noordelijke gebieden in Scandinavië en Europees Rusland en de meest zuidelijke gebieden van Griekenland. Het is een middelgrote, donker- tot roestbruinharige ondersoort met lange en relatief smalle traanbeenderen. In Noord-Italië hebben geïntroduceerde Centraal-Europees wilde zwijnen zich sinds de jaren 1950 op grote schaal vermengd met de kleinere inheemse Maremma wilde zwijnen.
Het zwijn speelt een belangrijke rol in vroegmiddeleeuwse Germaanse culturen. Zijn afbeelding werd vaak op schilden en zwaarden gegraveerd. Ze komen ook voor op Germaanse zwijnenhelmen, zoals de Benty Grange helm, waarvan men geloofde dat ze de drager bescherming boden en er wordt verondersteld dat ze werden gebruikt bij spirituele transformaties in zwijnen, vergelijkbaar met berserkers. Het zwijn speelt een belangrijke rol in de religieuze praktijk van het Germaanse heidendom, waar het nauw wordt geassocieerd met Freyr. Er wordt ook gesuggereerd dat het zwijn een totemdier was voor de Zweden, vooral voor de koninklijke dynastie Ynglinge, die afstamming van de god claimde.
Volgens Tacitus droegen de Baltische Aesti zwijnen op hun helmen en misschien ook wel berenmaskers. Het zwijn en varken stonden in bijzonder hoog aanzien bij de Kelten, die hen als hun belangrijkste heilige dier beschouwden. Enkele Keltische godheden die in verband worden gebracht met beren zijn Moccus en Veteris. Er is gesuggereerd dat sommige vroege mythen rond de Welshe held Culhwch inhielden dat het personage de zoon van een zwijngod was. Toch kan het belang van het zwijn als culinair product bij Keltische stammen in de populaire cultuur overdreven zijn door de Asterix-reeks. Botten van wilde zwijnen zijn zeldzaam op Keltische archeologische vindplaatsen en de weinige botten die er zijn, vertonen geen sporen van slachting en zijn waarschijnlijk gebruikt in offerrituelen.